# 寿福寺 (目黒区)

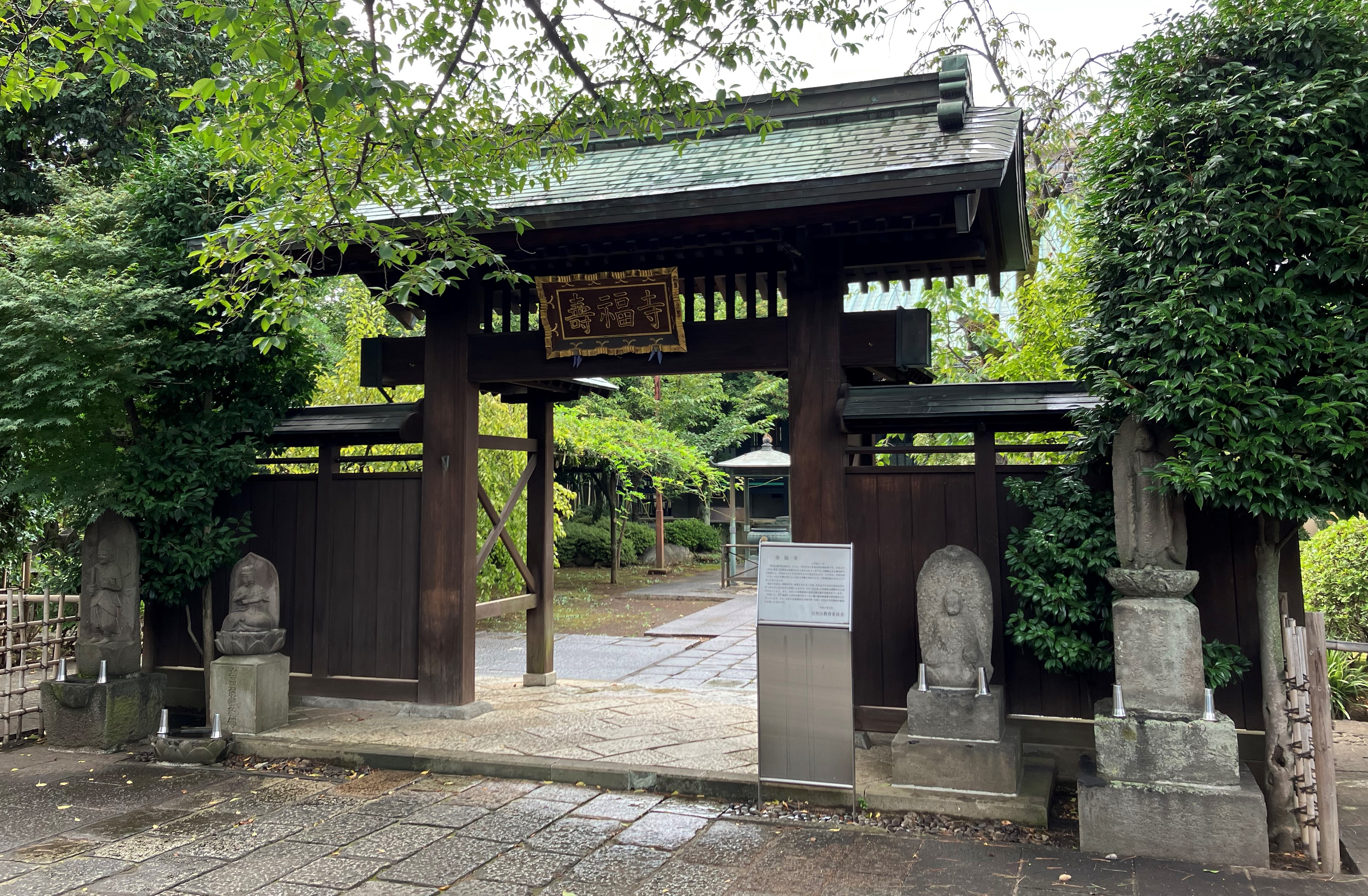
山門

寿福寺（じゅふくじ）は、東京都目黒区にある天台宗の寺院。

## 概要
1615年（元和元年）、鳳算大阿闍梨によって開山された。ただ境内には、鎌倉時代のものと思われる板碑があり、実際の創建年度はもっと古いものと推測される。
かつては烏森稲荷神社の別当寺であったが、明治時代の神仏分離政策により解消され、1875年（明治8年）には本堂等を火事で焼失するなど災難続きだった。そこで行人坂にあった廃寺「明王院」の念仏堂を移して本堂とした。
この本堂は1975年（昭和50年）に建て替えられたが、「念仏堂」の扁額は残されている。

## 交通アクセス
- 池尻大橋駅より徒歩11分。